# Oleksandr Scharkowskyj

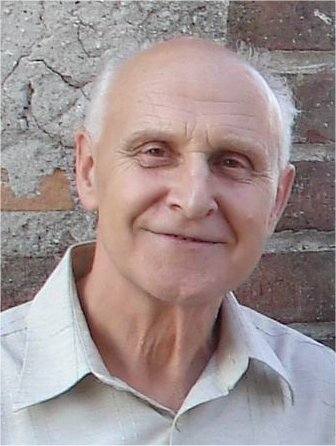
Scharkowskyj

Oleksandr Mykolajowytsch Scharkowskyj (ukrainisch Олександр Миколайович Шарковський, englische Transkription Oleksandr Mikolaiovich Sharkovsky oder Sharkovskii; * 7. Dezember 1936 in Kiew, Ukrainische SSR; † 21. November 2022) war ein ukrainischer Mathematiker, der sich mit dynamischen Systemen befasste.

## Leben
Scharkowskyj erwarb 1958 seinen Abschluss an der Staatlichen Universität Kiew, wurde 1961 bei Juri Mitropolski am Institut für Mathematik der Akademie der Wissenschaften der Ukrainischen SSR in Kiew promoviert und war anschließend dort tätig. Er lehrte ab 1967 auch an der Universität Kiew. Ab 2006 war er Akademiemitglied der Nationalen Akademie der Wissenschaften der Ukraine, an der er der Leiter des Instituts für Mathematik war, dessen Team 2010 der Staatspreis der Ukraine in Wissenschaft und Technik verliehen wurde.

## Werk
Er befasste sich mit Theorie der Schwingungen, Stabilitätstheorie dynamischer Systeme sowie Theorie von Funktionalgleichungen und Differenzengleichungen.
Bekannt wurde er für den Satz von Scharkowskyj (auch Satz von Sarkovskii nach der russischen Namensvariante) aus dem Jahr 1962, der unter anderem zur Folge hat, dass diskrete eindimensionale dynamische Systeme mit Periode 3 Punkte mit Perioden jeder anderen Ordnung haben. Der Satz wurde 1975 von Tien-Yien Li und James A. Yorke wiederentdeckt und war einer der Ausgangspunkte der in den 1970er Jahren entstandenen Chaostheorie.
Sein Theorem geht von einer Anordnung der natürlichen Zahlen in folgender Reihenfolge aus: die ungeraden Zahlen (3, 5, 7, …), dann die Produkte der ungeraden Zahlen mit 2, danach deren Produkte mit 4, mit 8 …, mit {\displaystyle 2^{n}}, … und am Ende die Potenzen von 2 in umgekehrter Reihenfolge (…, {\displaystyle 2^{n}}, …, 4, 2, 1). Es besagt, dass ein diskretes dynamisches System auf der reellen Zahlengeraden, gegeben durch eine stetige Abbildung f, mit einer Periode n (das heißt einem Punkt x mit {\displaystyle f^{n}(x)=x}) auch eine Periode m mit jedem in der obigen Anordnung nachfolgenden m hat. Speziell für die Periode 3 folgt, dass alle natürlichen Zahlen als Perioden vorkommen. Hat das dynamische System nur endlich viele Perioden, müssen diese alle Potenzen von 2 sein.